# (100785) 1998 FA62
(100785) 1998 FA62 es un asteroide perteneciente al cinturón de asteroides descubierto el 20 de marzo de 1998 por el equipo del Lincoln Near-Earth Asteroid Research desde el Laboratorio Lincoln, Socorro, Nuevo México, Estados Unidos.

## Designación y nombre
Designado provisionalmente como 1998 FA62.

## Características orbitales
1998 FA62 está situado a una distancia media del Sol de 2,166 ua, pudiendo alejarse hasta 2,494 ua y acercarse hasta 1,837 ua. Su excentricidad es 0,151 y la inclinación orbital 4,100 grados. Emplea 1164,36 días en completar una órbita alrededor del Sol.

## Características físicas
La magnitud absoluta de 1998 FA62 es 16,2. 